# Orava, Estonia
Orava este un sat situat în partea de sud-est a Estoniei, în regiunea Põlva. Este reședința comunei Orava.

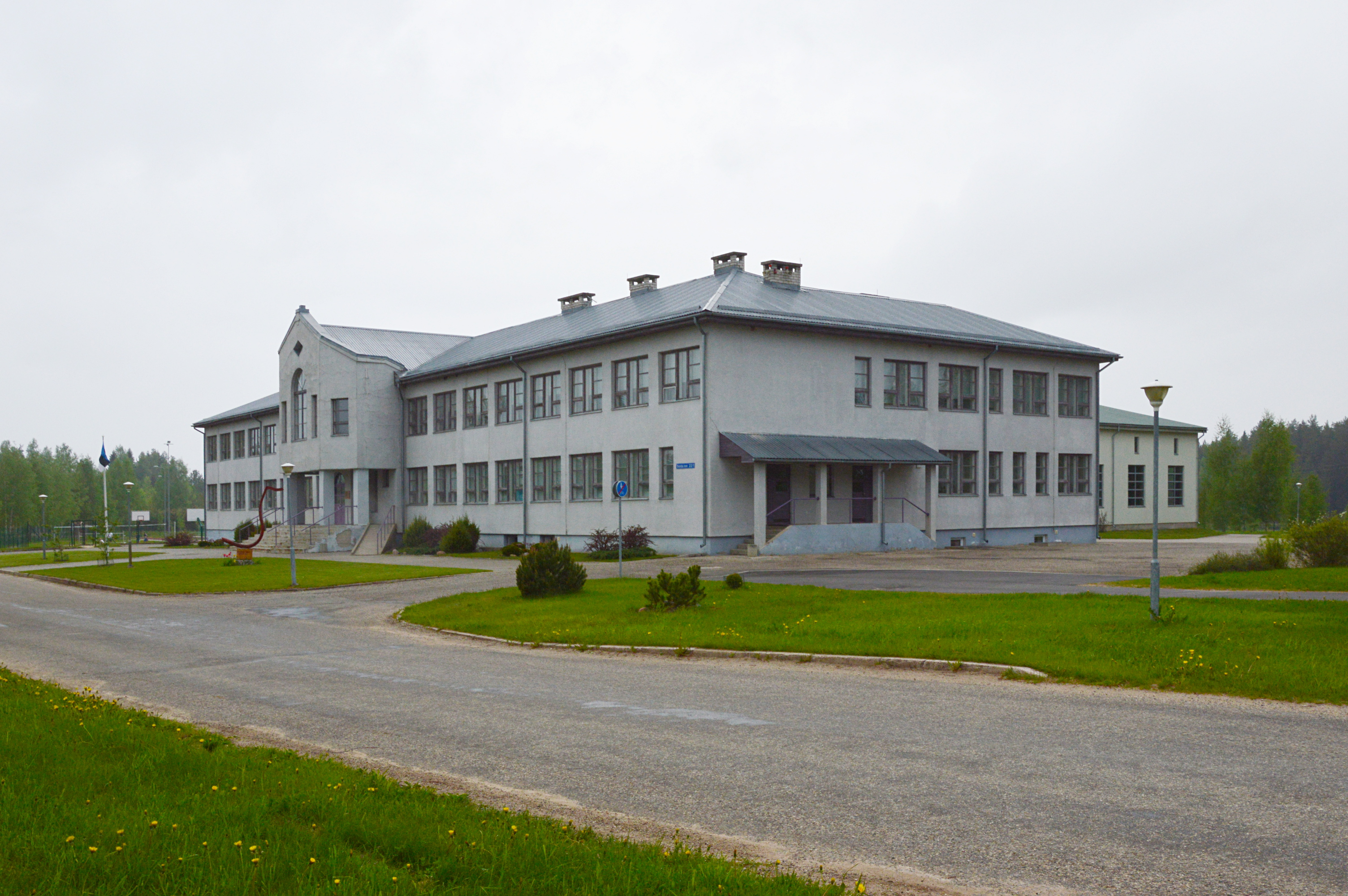
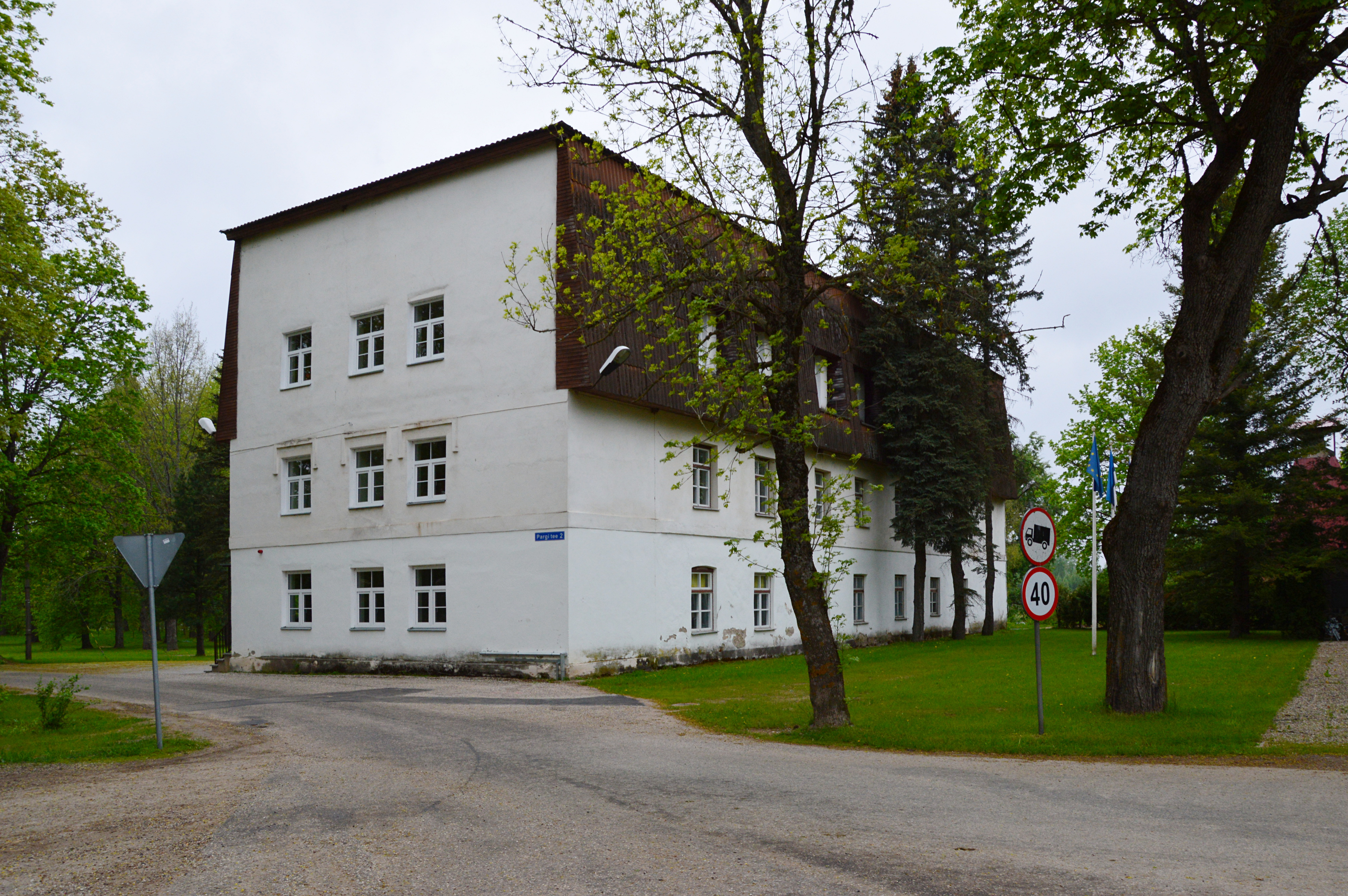
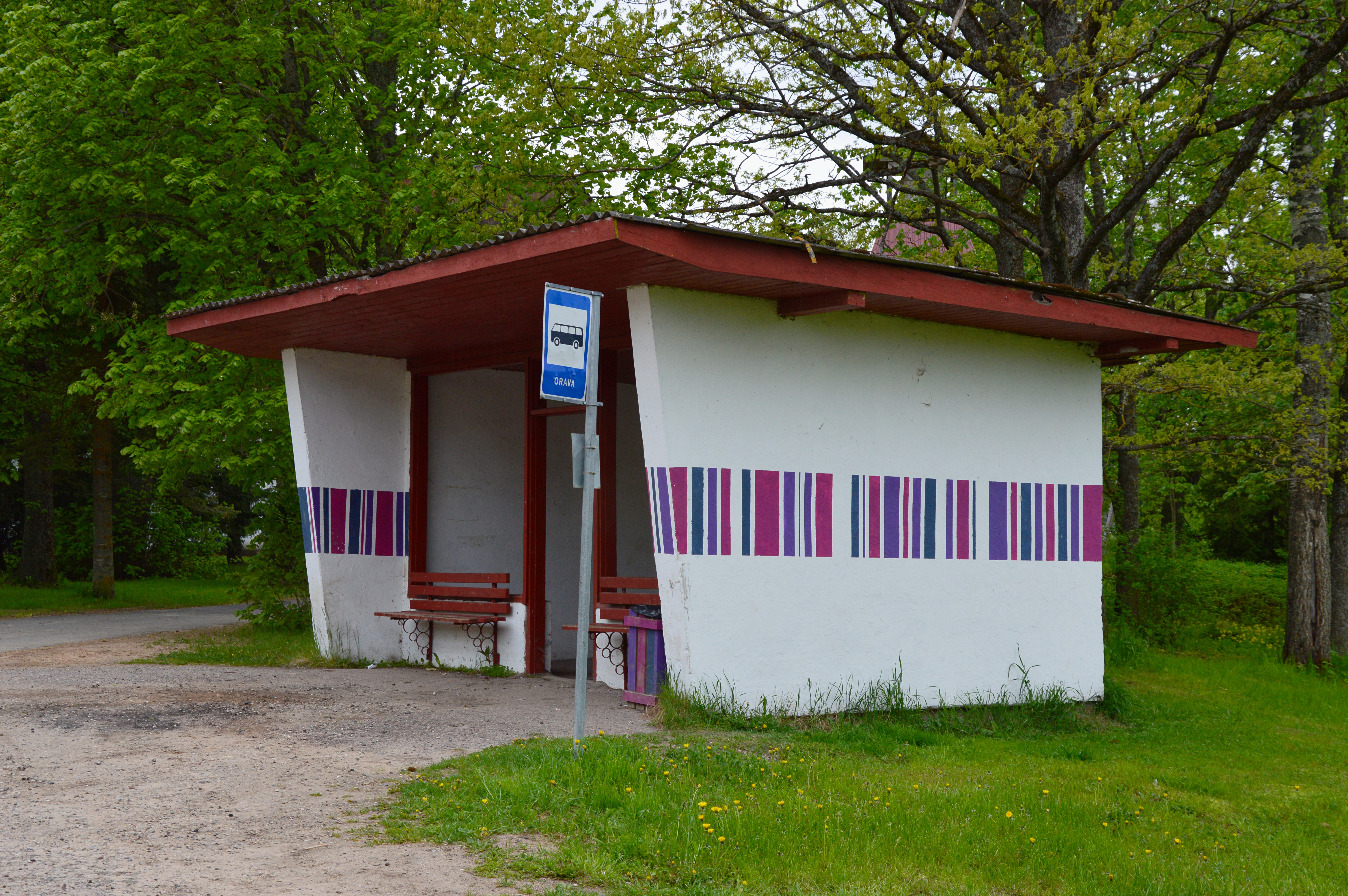
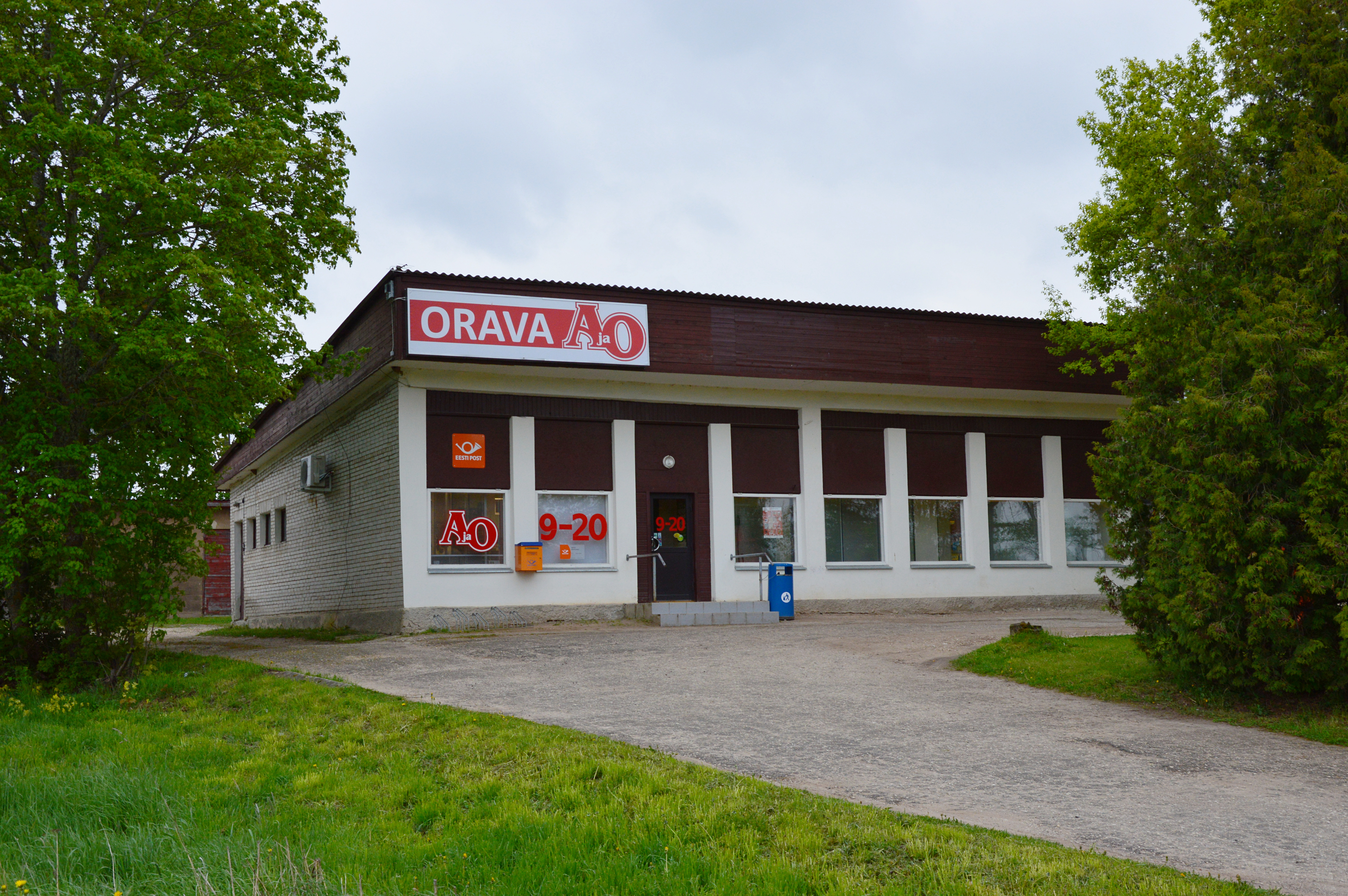
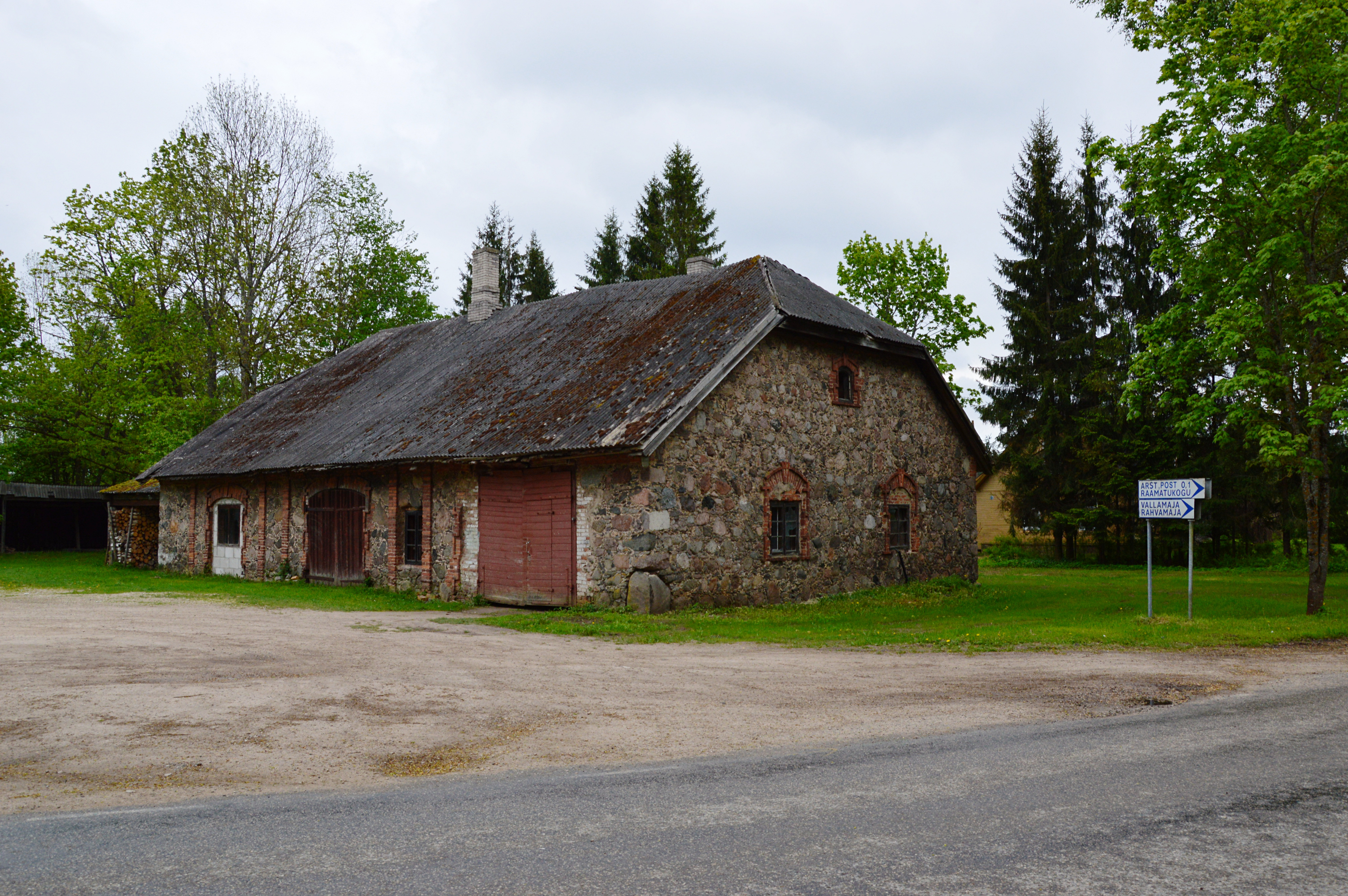
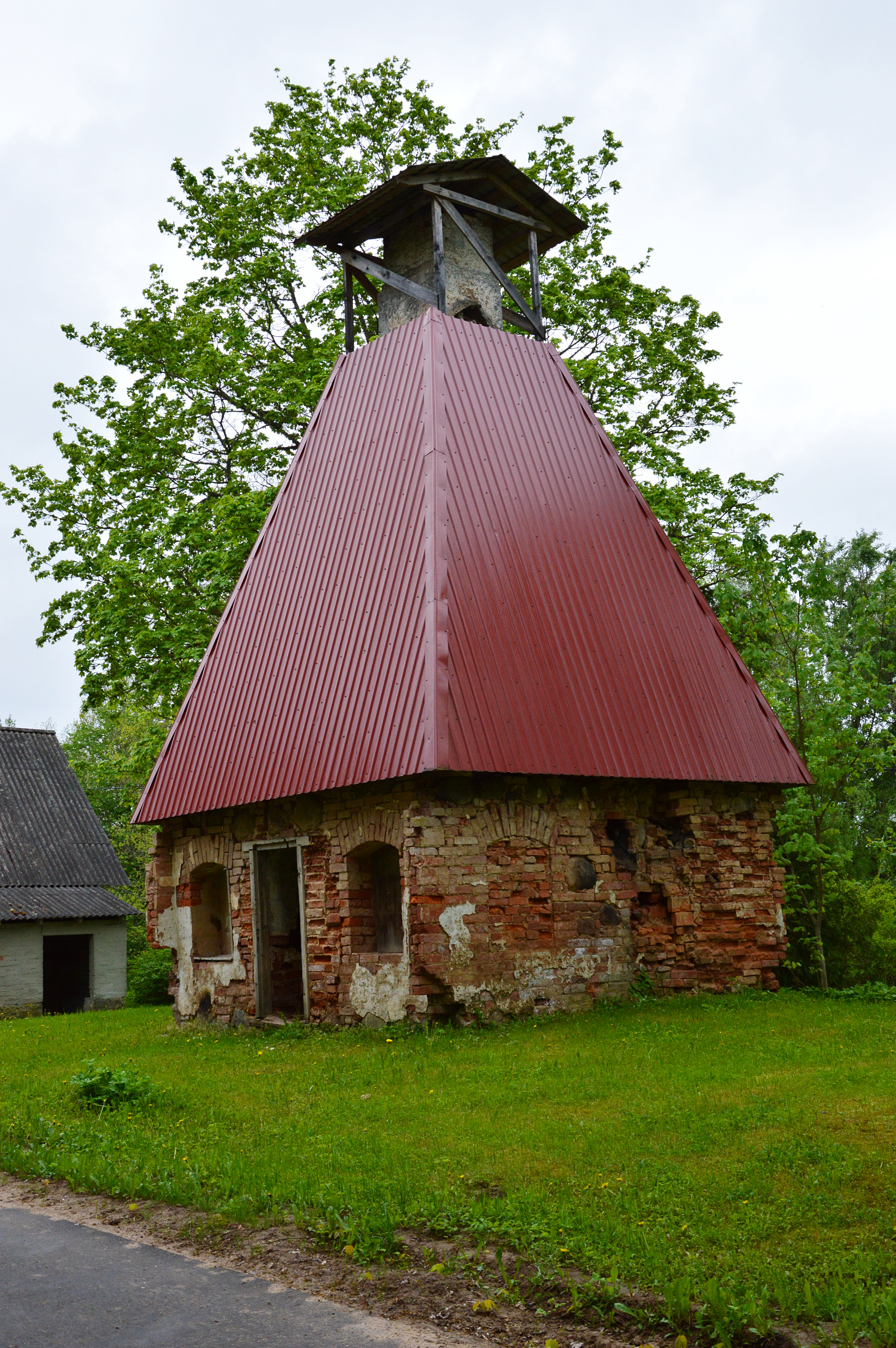
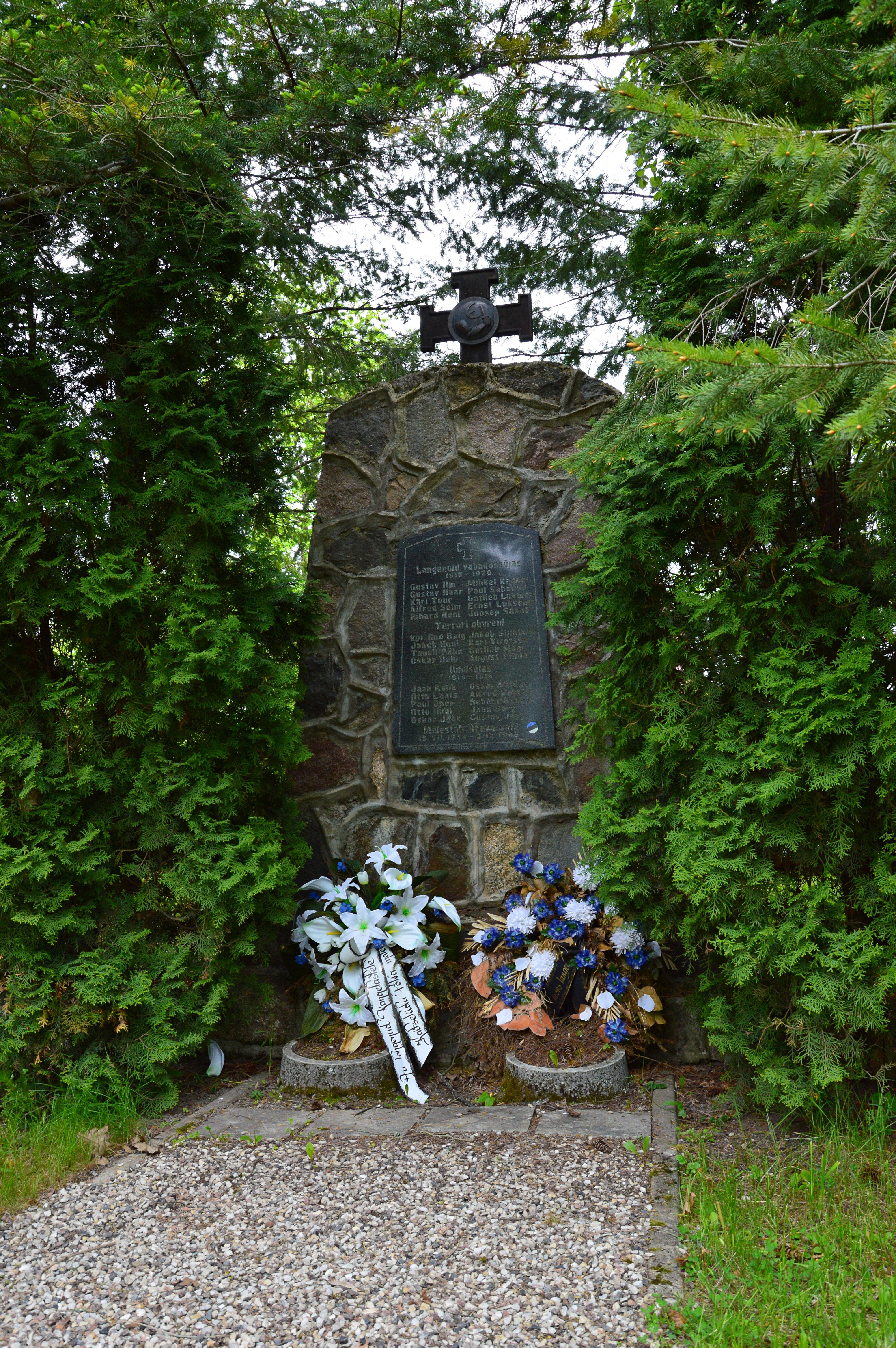